# Теорема Мермина — Вагнера
Теорема Мермина — Вагнера (теорема Мермина — Вагнера — Хоенберга, теорема Коулмана) — утверждение в квантовой теории поля и статистической механике, согласно которому непрерывные симметрии не могут спонтанно нарушаться при конечной температуре в системах с достаточно короткодействующими взаимодействиями при размерности {\displaystyle d\leqslant 2}. Интуитивно это означает, что дальнодействующие флуктуации могут создаваться с малыми затратами энергии и поскольку они увеличивают энтропию, то являются предпочтительными.
Отсутствие спонтанного нарушения симметрии при {\displaystyle d\leqslant 2} было строго доказано Коулманом в квантовой теории поля в 1973 году и Дэвидом Мермином, Гербертом Вагнером и Пьером Хоэнбергом в статистической физике.
Показательный пример неприменимости данной теоремы к дискретным симметриям — модели Изинга.